# Pelagornis
Genre
Pelagornis (littéralement « oiseau de haute mer ») est un genre fossile d'oiseaux de très grande envergure (5-6 m), ayant vécu du Miocène au Pléistocène et notamment au Gélasien.

## Historique
Pelagornis a été décrit en 1857 par le paléontologue et préhistorien gersois Édouard Lartet à partir d'un humérus trouvé en Gascogne.
Pelagornis est construit sur les mots grecs  πέλαγος /  pélagos (« haute mer ») et  ὄρνις /  órnis (« oiseau »).

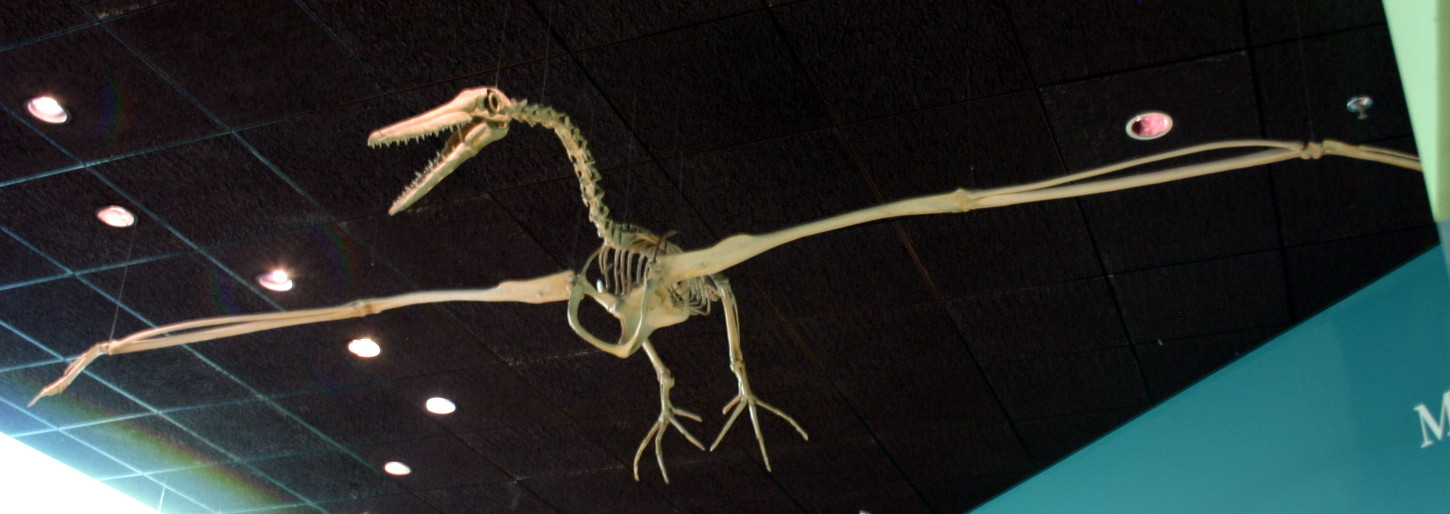
Moulage d'un squelette de Pelagornis miocaenus au Musée national d'histoire naturelle des États-Unis de Washington.

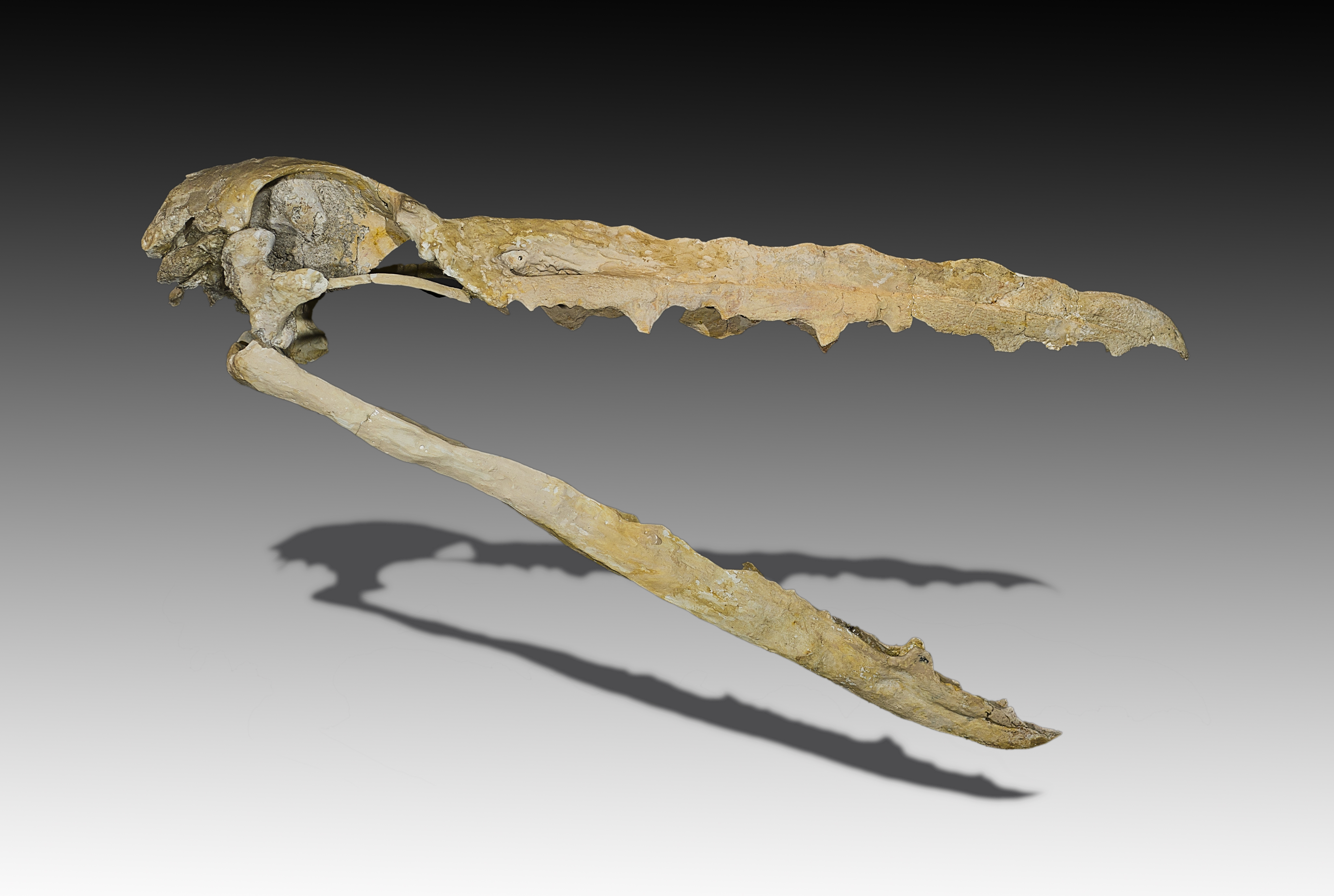
Reconstitution du crâne de Pelagornis mauretanicus.

## Description
Le bec de Pelagornis comporte des pseudo-dents : des épines osseuses probablement utilisées pour la capture de proies glissantes.

## Disparition
On ignore les causes de l'extinction du genre Pelagornis, mais son temps d'existence correspond en grande partie à celui du Mégalodon, un requin de grande taille. Leur disparition commune est peut-être liée à la raréfaction de leurs proies lors du refroidissement du climat durant le Pliocène. Il s'agissait probablement de grands cephalopodes et de poissons à corps mou.

## Liste des espèces
Le genre Pelagornis compte quatre espèces :
- Pelagornis miocaenus Lartet, 1857 − espèce type ;
- Pelagornis mauretanicus Mourer-Chauviré & Geraads, 2008 ;
- Pelagornis chilensis Mayr & Rubilar, 2010[5] ;
- Pelagornis sandersi Ksepka, 2014[6] ; d'une taille similaire à Argentavis magnificens, il peut être considéré comme le plus grand oiseau volant ayant jamais vécu[c], avec une envergure comprise entre 6,0 et 7,4 m[7].